# Papazi
Papazi (albanska: Papazi, serbiska: Papaz) är en by i Kosovo. Den ligger i kommunen Ferizaj. Enligt den senaste folkräkningen år 2011 fanns det 516 invånare.

## Demografi
| Demografi | 2011 |
| --------- | ---- |
| albaner   | 516  |